# Trg svetog Petra
Trg svetog Petra (tal. Piazza San Pietro), prostor unutar Vatikana, ispred bazilike svetog Petra. Trg je u potpunosti projektirao Gian Lorenzo Bernini od 1656. do 1667., pod nadzorom pape Aleksandra VII. Na trg se pristupa iz Via della Conciliazione (Cesta pomirenja), koja ga povezuje s Anđeoskom tvrđavom na zapadnoj obali rijeke Tibera.
To je ovalni trg s četverostrukom kolonadom sa strane i otvorenom ulicom nasuprot pročelja Bazilike sv. Petra. S obje strane obeliska koji se nalazi u središtu trga nalaze se dvije fontane. Kolonada stupova ima dvojnu funkciju: omeđuje trg, a ujedno ga ipak ostavlja pristupačnim. Postignuta je ravnoteža zatvorenosti i otvorenosti prostora.